# Melsonby
Melsonby è un villaggio e parrocchia civile dell'Inghilterra, appartenente alla contea del North Yorkshire.

## Storia
Nel 2025 è stato completato il ritrovamento di 800 reperti risalenti al primo secolo. Esso è uno dei più importanti ritrovamenti relativi all'età del Ferro Mai effettuati nel Regno Unito e anche in Europa.